# Дворец фюрера

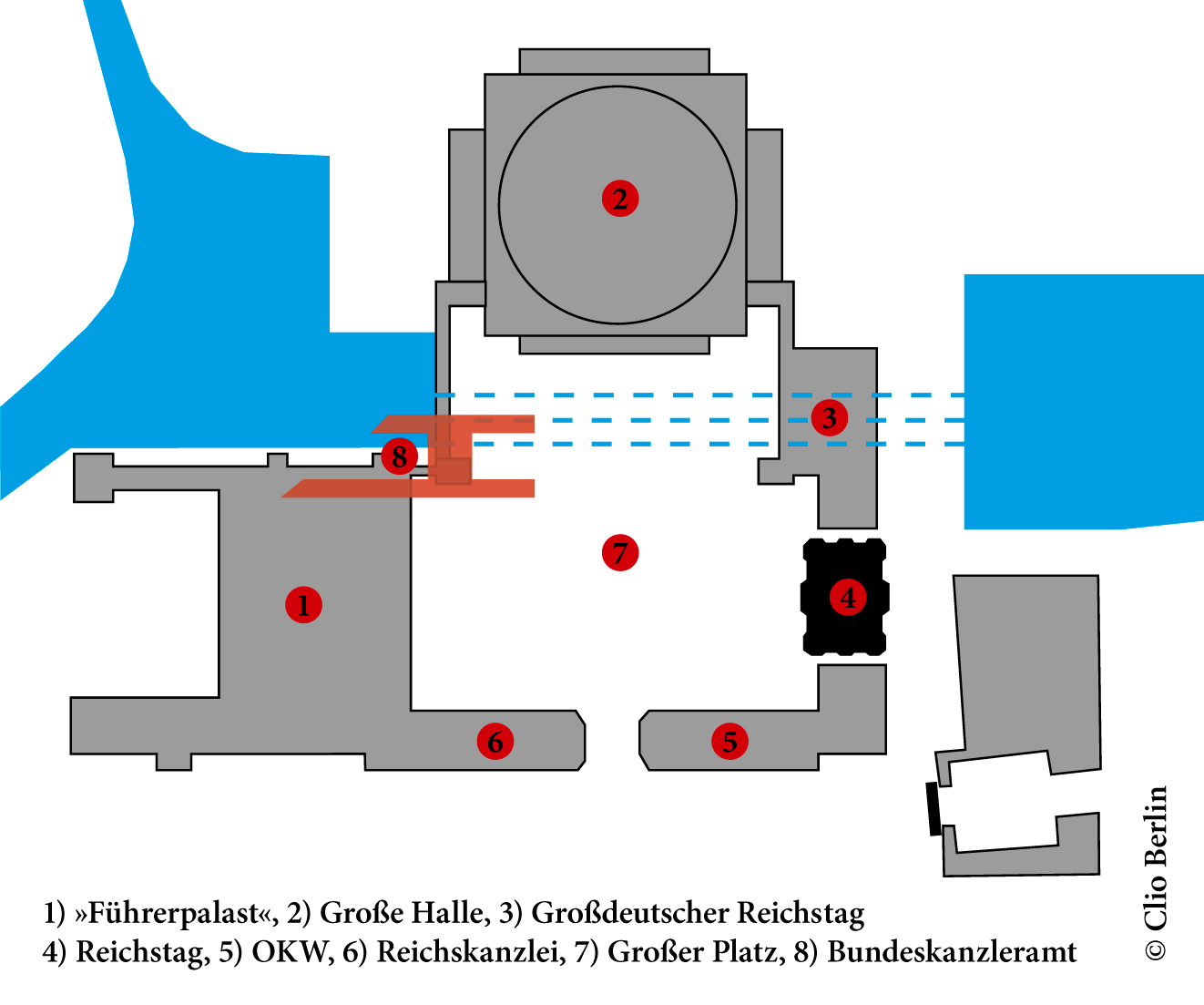
План Большой площади. Дворец фюрера обозначен номером 1

Дворец фюрера (Фюрерпаласт, нем. Führerpalast) — проект служебной и личной резиденции Адольфа Гитлера и его преемников, разработанный Альбертом Шпеером. Являлся составной частью проекта по переустройству Берлина в Столицу мира Германию. От проекта Дворца фюрера сохранились фотографии макетов, рисунки и чертежи. Дворец фюрера предполагалось возвести к 1950 году. По воспоминаниям Шпеера, Гитлер собственноручно выполнил эскизы к проекту в 1936, 1937 и 1940 годах.
Дворец фюрера планировалось возвести напротив здания Рейхстага, приблизительно на том месте, где в настоящее время располагается здание Ведомства федерального канцлера. Наряду с Залом Народа и Рейхстагом гигантский Дворец фюрера в три корпуса по примеру барочных замков входил в ансамбль застройки вокруг проектируемой Большой площади. В северном корпусе Дворца фюрера размещался театр на 400 мест. В южном корпусе дворца для Гитлера Шпеер предусмотрел пышно оформленную анфиладу длиной 504 м от входа в рейхсканцелярию до кабинета Гитлера.
Проект Дворца фюрера в стиле национал-социалистического монументализма выполнял представительские функции и олицетворял в первую очередь власть и величие главы нацистской Германии и отличался мегаломанскими размерами. Шпеер решил оформить фасад Дворца фюрера, выходящий на Большую площадь, бесконечными колоннадами из красного мрамора с бронзовыми львами и монументальными барельефами. Вход в Дворец фюрера Шпеер собирался украсить огромной стальной дверью. Помимо двери на балкон на фасаде окон не предусматривалось, что придавало Дворцу фюрера сходство с военной крепостью и позволяло успешно противостоять возможным народным восстаниям. Внутри Дворца фюрера предусматривалось разбить сад с фонтанами и тропической оранжереей. Кабинет Гитлера во Дворце фюрера повторял концепцию его кабинета в рейхсканцелярии, выполнял преимущественно представительские функции и располагал колонным портиком с большой террасой, выходившей в сад. Площадь роскошно обставленного кабинета составляла 900 м². Во Дворце фюрера также предполагалось разместить квартиру фюрера со столовой в 2940 м² на две тысячи гостей. Общая площадь Дворца фюрера согласно проекту составляла 2 млн м².